# Notholca michiganensis
Notholca michiganensis is een raderdiertjessoort uit de familie Brachionidae. De wetenschappelijke naam van deze soort is voor het eerst geldig gepubliceerd in 1976 door Stemberger.